# Franco Armani
Franco Armani, född 16 oktober 1986, är en argentinsk fotbollsmålvakt som spelar för River Plate och det argentinska landslaget.

## Landslagskarriär
Armani debuterade för Argentinas landslag den 26 juni 2018 i sista gruppspelsmatchen mot Nigeria i VM 2018.

## Meriter
Atlético Nacional
- Categoría Primera A: 2011, 2013, 2014, 2015, 2017
- Copa Colombia: 2012, 2013, 2016
- Superliga Colombiana: 2012, 2016
- Copa Libertadores: 2016
- Recopa Sudamericana: 2017

River Plate
- Primera División: 2021, 2023
- Supercopa Argentina: 2017, 2019, 2023
- Trofeo de Campeones: 2021, 2023
- Copa Libertadores: 2018, andraplats: 2019
- Recopa Sudamericana: 2019
- Copa Argentina: 2019

Argentina
- VM: 2022
- Copa América: 2021[2]
- CONMEBOL–UEFA Cup of Champions: 2022[3]